# Premio Javier Bueno
El Premio Javier Bueno fue un premio de periodismo que concedía la Asociación de la Prensa de Madrid. Creado en 1983, haciendo honor con su nombre a Javier Bueno, se reconocía una dedicación especializada sobresaliente en cualquier campo del periodismo. Dejó de otorgarse en 2013.

## Premiados
| Año  | Premiado                             |
| ---- | ------------------------------------ |
| 2012 | Carlos Alsina                        |
| 2011 | Fran Llorente                        |
| 2010 | Cristina Gallach                     |
| 2009 | María Peral                          |
| 2008 | Florencio Domínguez                  |
| 2007 | Ramón Sánchez-Ocaña                  |
| 2006 | Jesús María Zuloaga López            |
| 2005 | Gervasio Sánchez Fernández           |
| 2004 | Víctor Amela                         |
| 2004 | Ima Sanchis                          |
| 2004 | Lluis Amiguet                        |
| 2003 | Blanca Berasátegui Garaizábal        |
| 2003 | José Pastor Caro                     |
| 2002 | Miguel de la Quadra-Salcedo          |
| 2001 | José María García-Hoz Rosales        |
| 2000 | Eduardo Sánchez Junco                |
| 1999 | Pedro González Menéndez              |
| 1998 | Luis del Olmo González               |
| 1997 | Manuel Ostos López                   |
| 1996 | Manuel Alcántara                     |
| 1995 | Carlos Luis Álvarez Álvarez Cándido  |
| 1994 | José Luis Cervero Castillo           |
| 1994 | José María Irujo Amatria             |
| 1993 | Jaime Pato Martín                    |
| 1992 | Pedro Escartín Morán                 |
| 1991 | Eduardo Haro Tecglen                 |
| 1990 | José Virgilio Colchero               |
| 1989 | Marcos Pérez Martínez                |
| 1988 | Lorenzo López Sancho                 |
| 1987 | Manuel Blanco Tobío                  |
| 1986 | Manuel Leguineche Bollar             |
| 1985 | Aquilino Morcillo Herrera            |
| 1984 | Antonio Herrero Losada (No aceptado) |
| 1983 | Francisco Ruiz de Elvira             |